# قسم جلغة تشاة هاشم الريفي (مقاطعة دلغان)
قسم جلغة تشاة هاشم الريفي (بالفارسية: دهستان جلگه چاه هاشم) هي منطقة سكنية تقع في ناحية جلغة تشاه هاشم في إيران. يقدر عدد سكانها بـ 22,644 نسمة .